# Tarszisz
Tarszisz (hebr. תַּרְשִׁישׁ) – według Biblii miasto portowe na wybrzeżu Morza Śródziemnego, słynące z bogactw i handlu. Dziś zazwyczaj identyfikowane jako Tars w Azji Mniejszej lub Tartessos na Półwyspie Iberyjskim.
Tarszisz zaopatrywało Tyr w srebro, żelazo, ołów i cynę (Ez 27,12). Usiłował do niego dopłynąć Jonasz, uciekający przed Bogiem (Jon 1,3).

## Użycie nazwy Tarszisz w Biblii
Jeden z czterech synów Jawana, wnuk Jafeta, prawnuk Noego, nosił imię Tarszisz (Rdz 10,4). Od jego imienia może pochodzić nazwa tej miejscowości - może jednak mieć znaczenie symboliczne: potomkowie Noego, od których wywodzi się cały rodzaj ludzki, są również ojcami mieszkańców miasta Tarszisz.
Określenie okręty Tarszisz jest używane w Biblii jako nazwa dużych statków przeznaczonych do dalekich podróży, niekoniecznie związanych z tym miastem. Przykładem jest księga Izajasza we fragmencie „Albowiem dzień Pana Zastępów nadejdzie, przeciw wszystkim pysznym i nadętym, i przeciw wszystkim hardym, by się ukorzyli, (...) przeciw wszystkim okrętom Tarszisz, i przeciw wszystkim statkom zbytkownym.”
Tarszisz bywa także nazwą kamienia szlachetnego, prawdopodobnie oliwinu lub akwamarynu.
Określenie Tarszisz, pojawia się w Starym Testamencie w Księdze Ezechiela przy opisie „Wizji rydwanu Bożego” – „Wygląd tych kół <i ich wykonanie> odznaczały się połyskiem tarsziszu, a wszystkie cztery miały ten sam wygląd i wydawało się, jakby były wykonane tak, że jedno koło było w drugim
(...)”